# کام (نور)
کام، روستایی است از توابع بخش بلده شهرستان نور در استان مازندران ایران.
روستای کام از چشم‌انداز زیبایی برخوردار است و یکی از زیباترین و بکرترین طبیعت منطقه نور می‌باشد.

## موقعیت مکانی
این روستا از جنوب  با رشته کوه البرز مرکزی و روستای بطاهرکلا، از شرق با کوه گچ کوه و روستای کمرود، از شمال با منطقه خاص و روستای یاسل، از غرب با روستای خجیرکلا همسایه است.
۳۶°۰۹′۳۹″شمالی ۵۱°۴۲′۵۵″شرقی / ۳۶٫۱۶۰۷۱۵°شمالی ۵۱٫۷۱۵۴۰۴°شرقی

## جمعیت
این روستا در نزدیکی روستای اوزکلا دهستان شیخ فضل‌الله نوری و روستای یوش زادگاه نیما یوشیج قرار دارد و براساس سرشماری مرکز آمار ایران در سال ۱۳۹۰، جمعیت آن ۱۵۰ نفر (۳۲ خانوار) ساکن بوده و بقیه اهالی فقط به صورت ییلاقی در این روستا سکونت دارند.